# Co?
Co? (także Dziennik zakazanych marzeń, wł. Che?, ang. What? lub Diary of Forbidden Dreams) – film fabularny Romana Polańskiego z 1972 roku.
Oryginalny tytuł filmu „Che?” jest włoskim słowem, które na język polski tłumaczy się zazwyczaj jako „że” lub „który”, ale w kolokacji z innymi słowami może oznaczać również „co” i „ale”.

## Fabuła
Do hotelu w nieznanym śródziemnomorskim włoskim kurorcie, uciekając przed gwałcicielami, trafia Nancy, młoda Amerykanka z pokolenia „dzieci kwiatów”. Przygody Nancy w hotelu są analogiczne do przygód Alicji w Krainie Czarów Lewisa Carrolla, z podtekstem erotycznym.

## Obsada
- Sydne Rome – Nancy
- Marcello Mastroianni – Alex
- Hugh Griffith – Joseph Noblart
- Guido Alberti – ksiądz
- Gianfranco Piacentini – Tony
- Roman Polański – Mosquito

## Ścieżka dźwiękowa
W filmie wykorzystano utwory kompozytorów, Ludwiga van Beethovena, Mozarta oraz Schuberta. Jeden z tych utworów to kwartet smyczkowy Schuberta Śmierć i dziewczyna, który 22 lata później posłużył Polańskiemu jako motyw przewodni do filmu pod tym samym tytułem.

## Odniesienia kulturowe w filmie
Na ścianach hotelu, do którego trafiła Nancy, znajduje się obrazy, m.in. Studium wg Valazqueza Francisa Bacona i Pole pszenicy z cyprysami Vincenta van Gogha. Pielęgniarka właściciela kurortu, w scenie obiadu gości hotelowych, czyta książkę Tako rzecze Zaratustra Friedricha Nietzschego.